# Het College Vilvoorde
Het College (vroeger: Onze-Lieve-Vrouwecollege) is een katholieke school voor secundair onderwijs in Vilvoorde.

## Onderwijsaanbod
Het College is een CLIL-school die uit 6 leerjaren bestaat, opgedeeld in drie graden.
In de eerste graad kunnen leerlingen kiezen voor klassieke talen, moderne talen of wetenschappen. 
In de tweede graad kunnen leerlingen kiezen voor economische wetenschappen, Grieks-Latijn, Latijn, humane wetenschappen, moderne talen en natuurwetenschappen. Topsporters kunnen kiezen uit topsport dubbele finaliteit, topsport - economie en topsport - natuurwetenschappen. 
In de derde graad kunnen leerlingen kiezen voor economie - moderne talen, economie - wiskunde, Grieks - wiskunde, Latijn - wiskunde, Latijn - moderne talen, humane wetenschappen, moderne talen, moderne talen - wetenschappen, wetenschappen - wiskunde. Topsporters kunnen kiezen uit topsport dubbele finaliteit, topsport - economie en topsport - wetenschappen.

## Structuur
Het College vormt samen met Virgo Plus en TechnOV de Scholengemeenschap voor Katholiek Secundair Onderwijs Vilvoorde. Deze ressorteert op haar beurt onder het onderwijsnet Katholiek Onderwijs Vlaanderen en het Bisdom Mechelen-Brussel.

## Topsportschool
In schooljaar 2007-'08 ging de school een samenwerking aan met de Vlaamse Volleybalbond, het BOIC, BLOSO en het Ministerie van Onderwijs. Hieraan voorafgaand was er een internaatwerking te Ganshoren.
Vanaf de tweede graad worden in Vilvoorde verschillende topsportrichtingen aangeboden, specifiek gericht op het volleybal. De leerlingen van deze studierichtingen zitten op internaat in het EuroVolleyCenter en komen (exclusief) uit voor belofteclub TSV Vilvoorde. De leerlingen van de tweede graad komen uit in derde nationale en de leerlingen van de derde graad in eerste nationale. In 2021 kreeg het EuroVolleyCenter een renovatiebeurt, waarbij tevens werd geïnvesteerd in extra sportinfrastructuur. Een voormalig voetbalveld moest hierbij wijken voor een nieuwe sporthal en vijf volleybalterreinen. Ook werd er ruimte gecreëerd voor een fitnessruimte.
Vanaf het schooljaar 2026-2027 zullen deze topsportleerlingen les kunnen volgen in Het College vanaf de eerste graad. 